# 아기 히틀러 죽이기

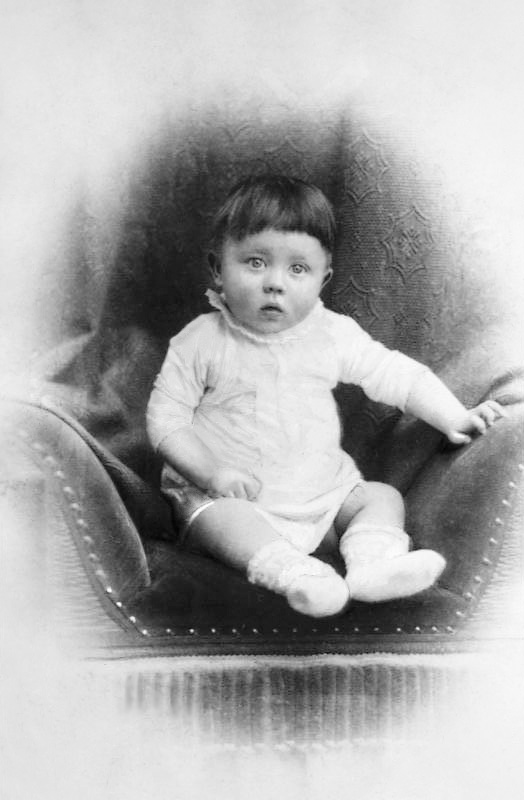
유아기 아돌프 히틀러의 모습(1889~1890년경).

아기 히틀러 죽이기는 유아 아돌프 히틀러를 암살하기 위해 시간 여행을 사용하는 문제에 대한 윤리학 및 이론물리학의 사고 실험이다. 이 문제는 행동과 그 결과 모두에서 윤리적 딜레마를 제시하며, 시간의 논리적 일관성에서 시간 역설을 제기한다. 아기 히틀러 죽이기는 제2차 세계 대전 중 문학적 비유로 처음 등장했으며, 이후 이러한 윤리적 및 형이상학적 논쟁을 탐구하는 데 사용되어 왔다.
아기 히틀러를 죽이는 문제에 대한 윤리적 논쟁은 다양한 도덕 철학의 관점을 보여줄 수 있다. 공리주의는 잠재적 이점이 잠재적 비용을 상회하므로 아기 히틀러를 죽이는 것이 정당하다고 주장한다. 의무론은 영아 살해는 항상 잘못된 것이므로 아기 히틀러를 죽이는 것이 정당하지 않다고 주장한다. 결과주의는 아기 히틀러를 죽이는 것의 결과가 무엇일지 의문을 제기하며, 그러한 행동의 예측할 수 없는 미래 결과로 인해 도덕성을 판단하기 어렵다고 주장한다. 또한, 아기 히틀러가 자란 사회를 바꾸는 것이 아기 히틀러를 죽이는 것보다 더 나을 수 있는지에 대한 본성 대 양육 문제도 제기한다.
아기 히틀러를 죽이는 가능성에 대한 형이상학적 논쟁은 다양한 시간 철학을 논의하는 데 사용되어 왔다. 시간의 B이론은 내재된 시간 역설로 인해 아기 히틀러를 죽이는 것이 불가능하다고 보며, 다시간 차원 이론은 아기 히틀러를 죽임으로써 과거를 바꿀 여지를 남겨둔다.
아기 히틀러를 죽이는 문제에 대한 대중적 논쟁은 2015년 후반 뉴욕 타임스가 독자들에게 이 질문을 묻는 설문조사를 발표한 후 절정에 달했다. 아기 히틀러를 죽이는 것을 옹호한 사람 중에는 플로리다 주지사 젭 부시와 영화배우 톰 행크스가 있었고, 코미디언 스티븐 콜베어와 논객 벤 샤피로는 이 정책의 반대자로 꼽혔다.

## 윤리적 사고 실험

### 결과론적 주장
결과론에 따르면, 주어진 행동의 도덕성은 오직 그 결과에 의해서만 판단된다. 결과주의적 윤리는 즉각적으로 예측 가능한 결과와 예측할 수 없는 잠재적 결과의 이분법을 제기한다. 예를 들어, 요한 퀴베르거가 어린 히틀러를 물에 빠진 것에서 구한 이야기에서, 사람의 생명을 구하는 즉각적인 긍정적 결과가 동기 부여 요인이었지만, 이는 결국 히틀러의 권력 장악이라는 부정적 결과를 초래하기도 했다. 2000년 결과주의에 관한 에세이에서 영국 철학자 제임스 렌맨은 기원전 100년에 독일의 한 산적 이 히틀러의 먼 조상 중 한 명의 생명을 살려준 상황을 가정했다. 결과주의에 따르면, 산적이 그녀의 생명을 살려준 것이 히틀러의 예측할 수 없는 미래 범죄로 이어졌지만, 그녀를 죽이는 것이 훨씬 더 나쁜 예측할 수 없는 결과로 이어질 수 있었기 때문에 그는 잘못한 것이 아니었다. 아기 히틀러를 죽이는 것은 또한 히틀러보다 더 나쁜 인물이 그의 자리에 권력을 잡을 수 있다는 흔히 인용되는 가능성을 포함하여 예측할 수 없는 결과를 초래할 가능성을 제기한다. 아기 히틀러를 죽이는 것의 결과가 알려지지 않았기 때문에 이 문제는 명확한 해결책이 없다.

### 의무론적 주장
의무론에 따르면, 행동의 도덕성은 상황보다는 특정한 윤리적 가치에 의해 결정된다. 공동선에 이로울 경우에도, 의무론은 모든 인간이 "침해할 수 없는 가치"를 가지고 있다는 믿음에서 살인을 반대한다. 의무론적 윤리는 따라서 아기 히틀러를 죽이는 것에 반대하는데, 잠재적 결과와 상관없이 아기를 죽이는 것을 항상 잘못된 것으로 간주하기 때문이다.

### 공리주의적 주장
공리주의는 행복을 극대화하고 고통을 최소화하는 것을 주장하는 도덕 철학이다. 공리주의적 윤리에 따르면, 아기 히틀러를 죽이는 것은 정당화된다. 이는 잠재적 이점이 도덕적 비용보다 크다고 간주하기 때문이다. 히틀러가 수백만 명의 사람들에게 고통을 준 책임이 있으므로, 공리주의는 수백만 명의 무고한 생명을 구하기 위해 한 명의 아기 히틀러를 죽이는 것이 정당하다고 주장한다. 이러한 점에서 아기 히틀러를 죽이는 문제는 공리주의가 비슷하게 반응하는 광차 문제와 유사하다. 공리주의적 반응에 대한 반대 주장은 미래의 고통을 막는다는 보장 없이 아기 히틀러를 죽이는 데 집중하는 것은 유일하게 보장된 결과가 시간 여행자가 영아 살해라는 도덕적 악을 저지르게 된다는 것이다. 미국 철학자 재닛 스템웨델은 따라서 아기 히틀러를 죽이는 것이 행복을 극대화하는 신뢰할 수 없는 수단이라고 본다. 스템웨델은 공리주의 윤리를 시간 여행에 적용하는 것이 인간의 다른 길을 선택하고 변화할 수 있는 능력을 무시하고 인간 행위보다 인과관계를 선호한다고 주장한다.

### 본성 대 양육
캐나다 심리학자 줄리아 쇼에 따르면, 아기 히틀러 질문에 대한 대답은 본성 대 양육에 대한 그들의 견해를 보여준다. 아기 히틀러를 죽이려는 사람들은 악에 대한 개인의 기질에 대해 결정론적 견해를 가질 수 있으며, 아기 히틀러를 죽이지 않으려는 사람들은 양육 및 사회적 조건의 환경적 요인에 더 높은 가치를 둘 수 있다. 히틀러의 유아기에 대한 정신분석에서 오스트리아 정신과 의사 프레더릭 레드릭은 그가 "상당히 정상적인 아이"였으며 성인기에 특징지어질 집단학살 의도나 독재자적 경향의 징후를 거의 보이지 않았다고 밝혔다. 히틀러의 이후 행동에 대한 과학적 설명이 그의 유전학에 기반을 두지 않으므로, 히틀러의 어린 시절 환경에 더 많은 관심이 기울여진다. 영웅사관에 대한 반박에서, 아기 히틀러를 죽이는 것이 이러한 문화적 환경을 없애지 못할 것이며, 이는 여전히 다른 사람들이 극우 정치와 집단 학살 정책을 추구하도록 성장하게 할 것이라고 주장할 수 있다. 이러한 관점에서 재닛 스템웨델은 시간 여행을 사용하여 사회적 조건을 바꾸는 것이 영아 살해보다 바람직하다고 주장하는데, 이는 히틀러의 행동에 대한 책임이 그에게만 있는 것이 아니라 그를 양육하고 따르고 선출한 사람들의 공동 책임에도 있다는 것을 인정하는 것이기 때문이다.

### 한계
아기 히틀러를 죽이는 것에 대한 도덕적 정당성은 보통 아이가 아직 인도에 반한 죄를 저지르기 전에 미래 행동에 대한 책임을 질 수 있는지 여부에 달려 있다. 그러면 인도에 반하는 죄를 저지를 아기들을 죽이는 선이 어디까지인지에 대한 후속 질문이 제기될 수 있다. 이 선이 어디까지인지에 대한 질문은 미국 활동가 션 킹에 의해 제기되었는데, 그는 아기 히틀러를 죽이는 논리가 갓 태어난 크리스토퍼 콜럼버스, 유아 노예 소유주 또는 어린 딜런 루프에게도 쉽게 적용될 수 있다고 주장했다. 호주 도덕 철학자 매튜 비어드 역시 아기 폴 포트와 이오시프 스탈린의 아이디어를 언급하며, 어떤 역사적 아기들이 죽임을 당할 자격이 있는지 결정하기 위해 명확한 윤리적 원칙이 필요할 것이라고 주장했다.

## 이론물리학에서
아기 히틀러를 죽이는 문제는 "히틀러 살인 역설"로도 알려진 할아버지 역설의 한 버전을 포함한다. 시간의 B이론에 따르면, 만약 누군가가 아기 히틀러를 죽일 의도로 과거로 시간 여행을 했다면, 과거로 시간 여행을 한 그들의 이유는 사라질 것이다. 과거는 이미 일어난 일이므로, 과거를 바꾸는 것은 논리적으로 불가능하다는 결론이 종종 내려진다. 히틀러가 1945년에 자살했으므로, 어떤 시간 여행자도 아기 히틀러를 죽이지 않았다고 추론할 수 있다.
B이론과 대조적으로, 시간의 A이론을 채택하는 모델은 아기 히틀러 살해에서 논리적 모순을 피하기 위해 시간을 2차원으로 간주한다. 여기서 첫 번째 차원은 표준 시간(tx)이고 두 번째 차원은 하이퍼 시간(Htx)으로 알려져 있다. 과거를 바꿀 여지를 남기는 이론으로는 하이퍼 영원주의, 2차원 철학적 현재주의 및 하이퍼 현재주의가 있으며, 각기 2차원 시간에서 아기 히틀러를 죽일 가능성을 보여준다. 이러한 시간 모델에서 과거와 미래는 모두 변할 수 있는 것으로 간주된다. 아기 히틀러를 죽임으로써 과거를 바꾸면 시간 여행자는 미래도 바꾸게 된다. 그러나 그러한 시간 모델이 실제로 과거를 바꾸는 것인지, 아니면 아기 히틀러를 죽이는 것이 단순히 하이퍼 시간의 변화를 일으켜 과거에 영향을 미치는 것인지에 대해서도 논쟁의 여지가 있다.
만약 시간 여행이 평행 우주의 창조를 야기한다면, 아기 히틀러를 죽이는 것은 히틀러가 없는 평행 우주만을 만들 것이며, 원래 우주는 계속 존재할 것이므로 시간 여행 암살자에 의해 그 시간선에서 그가 야기한 고통은 완화되지 않을 것이다. 이러한 관점에서, 천체물리학자 브라이언 코벌라인은 아기 히틀러를 죽이는 것은 "기껏해야 무의미하고, 최악의 경우 해로울 수 있다"고 결론지으며, 시간 여행자들이 그러한 활동을 피하고 대신 1980년대에 방문할 것을 권장했다.

## 문학적 비유
아기 히틀러 죽이기는 현대 SF의 흔한 문학적 비유로, 보통 시간 여행자가 1890년대로 돌아가 유아 히틀러가 제2차 세계 대전을 시작하고 홀로코스트를 저지르기 전에 그를 암살하는 것을 묘사한다. 이러한 종류의 이야기는 제2차 세계 대전 자체만큼이나 오래되었으며, 위어드 테일스 (1941)와 아날로그 사이언스 픽션 앤드 팩트 (1942)에 이 비유가 포함되어 있다.
이 하위 장르의 이야기는 아기 히틀러를 죽이는 것에 대한 다양한 결과를 상세히 설명한다. 모리스 G. 당텍은 1995년 단편 소설 "Dieu porte-t-il des lunettes noires?" (영어: "신은 선글라스를 끼는가?")에서 시간 여행을 통해 아기 히틀러를 죽이는 윤리적 딜레마를 제시한다. 스티븐 프라이는 1996년 소설 《메이킹 히스토리》에서 한 역사 학생이 시간 여행을 통해 알로이스 히틀러를 불임으로 만든다. 그러나 아돌프 히틀러 대신 다른 더욱 효과적인 나치 독재자가 권력을 장악하고 핵무기로 소련을 패배시키고 유럽을 정복하며 유대인을 박멸한다. 셀든 에드워즈의 2008년 소설 《더 리틀 북》에서 주인공들은 1890년대 빈으로 돌아가 어린 히틀러를 암살하기로 결정하지만, 그가 어떻게 성장할지 알면서도 "무고한 소년"을 죽일 수 없음을 깨닫는다. 2015년 단편 소설에서 미국 유머 작가 알렉산드라 페트리는 친절한 시간 여행자가 히틀러를 납치하여 잘 키우는 것을 묘사했다. 2018년 영화 《데드풀 2》의 쿠키 영상에서 주인공 캐릭터는 과거로 돌아가 아기 히틀러를 죽이려 하지만 그 결과는 보여지지 않는다. 확장판에서는 데드풀이 그럴 수 없다는 것을 깨닫고 아기 히틀러의 기저귀를 갈아주는 장면이 나온다.
"히틀러 살인 역설"을 피하기 위해 일부 SF 소설은 노비코프 자기일관성 원리를 따른다. 이 원리는 시간 여행이 가능하다면 과거를 바꾸는 것이 미래에 의미 있는 영향을 미칠 수 없다고 주장한다. 1977년 중편 소설 《원초적 해결책》에서 한 나이든 홀로코스트 생존자가 시간 여행을 통해 어린 히틀러를 죽이려 하지만, 그는 살아남아 그 경험으로 인해 반유대주의의 길을 걷게 된다. 2002년 《환상특급》 에피소드 "어둠의 요람"에서 한 여성이 시간 여행을 통해 아기 히틀러를 죽이지만, 또 다른 아기가 히틀러의 어머니에게 입양되어 히틀러와 똑같은 일을 하게 된다. 《환상특급》의 이전 에피소드 "과거 같은 시간은 없다" (1963)는 자기 일관성 원리에 따라 시간 여행자가 히틀러 암살에 실패하는 것을 묘사한다. 줄리우스 마훌스키의 2013년 영화 《앰배사다》에서 주인공들은 우연히 시간 여행을 통해 히틀러를 만나고, 즉흥적으로 그를 죽이기로 결정한다. 그들이 히틀러를 죽일 의도로 시간 여행을 한 것이 아니기 때문에 "히틀러 살인 역설"이 회피되고 결과적으로 역사가 바뀐다.

## 대중적 논쟁
시간 여행에 대한 대화에서 과거를 바꾸는 것, 특히 아기 히틀러를 죽이는 질문을 제기하는 것은 흔한 일이며, 이는 "시간 여행의 고드윈의 법칙"으로도 알려져 있다. 아기 히틀러 문제에 대한 대중적 논쟁은 2015년 10월 뉴욕 타임스가 독자들에게 아기 히틀러를 죽일 것인지 묻는 설문조사를 발표하면서 부각되었다. 설문조사는 긍정적인 답변이 가장 많았다. 42%가 아기 히틀러를 죽일 것이라고 답했고, 30%는 죽이지 않을 것이라고 답했으며, 28%는 미정이었다. 이 설문조사는 소셜 미디어 플랫폼 트위터 사용자들이 이 주제에 대해 논쟁하면서 #babyhitler 해시태그가 유행하게 했다.
2016년 미국 대통령 선거 공화당 후보 경선 선거 운동 중, 허프포스트 기자들이 플로리다 주지사 젭 부시에게 아기 히틀러를 죽일 것인지 묻자 그는 "젠장, 그래, 죽일 거야!"라고 답했다. 그는 그러한 행동의 잠재적인 미지의 결과를 인정하면서도 여전히 그렇게 할 것이라고 단언하며 "남자라면 나서야지"라고 말했다. 아기 히틀러를 죽이는 문제는 그 해 민주당 대통령 후보 경선에서도 제기되었는데, 뉴햄프셔 경선의 버민 슈프림은 이를 자신의 정치 공약 중 하나로 삼았다. 미국 배우 톰 행크스는 이 정치적 논쟁에 대해 아기 히틀러를 죽이는 것을 지지하는 대통령 후보에게 투표할 것이라고 선언했다. 마이크로소프트의 챗봇 테이에게 이 질문을 하자, 역시 "당연히" 아기 히틀러를 죽일 것이라고 답했다.
대조적으로, 미국 코미디언 스티븐 콜베어는 이 질문에 대해 아기 히틀러를 죽이지 않고 대신 사랑이 넘치는 가정에서 그를 키우려 할 것이라고 답했다. 2018년 워싱턴 포스트와의 인터뷰에서 미국 배우 존 C. 라일리도 비슷하게 반응하며, 비정치주의적 대안으로 아기 히틀러에 대한 공감을 촉구했다. 2019년 생명 행진에서 미국 보수 논객 벤 샤피로는 낙태 반대 입장에서 아기 히틀러를 죽이는 것에 반대하며 "아기 히틀러는 아기였다"고 말했다. 그의 발언은 자유주의 논평가들로부터 비판과 조롱을 받았다. 아기 히틀러를 죽이는 것에 대한 그의 입장에 대한 반응으로, 세 회사가 샤피로의 팟캐스트에서 광고를 철회했다.

## 같이 보기
- 제네시스 앤 재앙: 실화, 1960년 로알드 달의 단편 소설로 아기 히틀러의 탄생과 아기가 너무 허약하여 생존하지 못할 수 있다는 두려움을 다룬다.
- 역사적 결정론

## 참고 문헌

### 서적 자료
- Bragança, Manuel (2019). 〈Hitler, from France to the Rest of the World (and Back): Concluding Remarks〉. 《Hitler's French Literary Afterlives, 1945–2017》. Palgrave Pivot. 101–123쪽. doi:10.1007/978-3-030-21617-7_6. ISBN 978-3-030-21617-7. 2024년 4월 1일에 확인함.
- Febel, Giseal; Knopf, Kerstin; Nonhoff, Martin (2023). 〈Contradiction Studies: Exploring the Field. An Introduction〉. 《Contradiction Studies – Exploring the Field》. Wiesbaden: Springer VS. 1–74쪽. doi:10.1007/978-3-658-37784-7_1. ISBN 978-3-658-37784-7. 2024년 4월 1일에 확인함.
- Kaiserman, Alex (2023). 〈The logic of past-alteration〉.   Bennett, Karen; Zimmerman, Dean W. 《Oxford Studies in Metaphysics》 13. 옥스퍼드 대학교 출판부. 283–314쪽. doi:10.1093/oso/9780192886033.003.0009. ISBN 978-0-19-288603-3. 2024년 4월 1일에 확인함.
- Marks, Joel (2016). 〈None of the Above: What Desirism Isn't (and Is)〉. 《Hard Atheism and the Ethics of Desire: An Alternative to Morality》. 팰그레이브 맥밀런. 45–90쪽. doi:10.1007/978-3-319-43799-6. ISBN 978-3-319-43798-9. 2024년 4월 1일에 확인함.
- Nahin, Paul J. (2017). 〈Philosophers, Physicists, and the Time Travel Paradoxes〉. 《Time Machine Tales: The Science Fiction Adventures and Philosophical Puzzles of Time Travel》. Science and Fiction. Springer. 187–244쪽. doi:10.1007/978-3-319-48864-6_4. ISBN 978-3-319-48864-6. 2024년 4월 1일에 확인함.
- Olasov, Ian (2020). 〈Should You Kill Baby Hitler?〉. 《Ask a Philosopher: Answers to Your Most Important and Most Unexpected Questions》. St. Martin's Publishing Group. ISBN 978-1250756183. 2024년 4월 1일에 확인함.
- Rard, Elizabeth (2019). 〈Lost in Time〉.   Rivera, Heather L.; Hooke, Alexander E. 《The Twilight Zone and Philosophy: A Dangerous Dimension to Visit》. Open Court books. ISBN 978-0-8126-9993-7. 2024년 4월 1일에 확인함.
- Shaw, Julia (2019). 〈Your Inner Sadist: The Neuroscience of Evil〉. 《Making Evil: The Science Behind Humanity's Dark Side》. Canongate Books. ISBN 978-1-78689-132-7. 2024년 4월 1일에 확인함.

### 학술지 기사
- Alper, Sinan (2020). 《Explaining the Complex Effect of Construal Level on Moral and Political Attitudes》. 《Current Directions in Psychological Science》 29. 115–120쪽. doi:10.1177/0963721419896362. 2024년 4월 1일에 확인함.
- Andreoletti, Giacomo; Spolaore, Giuseppe (2021). 《The future ain't what it used to be》. 《Synthese》 199. 10569–10585쪽. doi:10.1007/s11229-021-03259-5. hdl:11577/3397849. ISSN 0039-7857.
- Goddu, G. C. (2024). 《Time Travelers (and Everyone Else) Cannot Do Otherwise》. 《Philosophies》 9. 28쪽. doi:10.3390/philosophies9010028. ISSN 2409-9287.
- Grabias, Magdalena (2023년 7월 17일). 《Paradoxes of Time Travel in Juliusz Machulski's Cinema》. 《Perspektywy Kultury》 42. 471–486쪽. doi:10.35765/pk.2023.4203.28.
- Vihvelin, Kadri (March 1996). 《What time travelers cannot do》. 《Philosophical Studies》 81. 315–330쪽. doi:10.1007/BF00372789. JSTOR 4320656. 2024년 4월 12일에 확인함.
- Vihvelin, Kadri (2020). 《Killing Time Again》. 《The Monist》 103. 312–327쪽. doi:10.1093/monist/onaa006. JSTOR 48739951. 2024년 4월 1일에 확인함.

### 뉴스 기사
- Amanpour, Christiane (2015년 11월 12일). “Would Tom Hanks kill baby Hitler?”. 《CNN》. 2024년 4월 1일에 확인함.
- Beard, Matthew (2015년 11월 1일). “Would you kill baby Hitler?”. 《The Ethics Centre》. 2024년 4월 1일에 확인함.
- Blevins, Joe (2016년 10월 17일). “How killing baby Hitler became a staple of time-travel stories”. 《디 A.V. 클럽》. 2024년 4월 1일에 확인함.
- Concha, Joe (2019년 1월 18일). “Ben Shapiro at March For Life rally: 'No pro-life person would kill baby Hitler'”. 《더 힐》. 2024년 4월 1일에 확인함.
- Conroy, Scott; Strauss, Jon (2015년 11월 9일). “Jeb Bush On Whether He'd Kill Baby Hitler: 'Hell Yeah, I Would!'”. 《허프포스트》. 2024년 4월 1일에 확인함.
- Crucchiola, Jordan (2018년 5월 21일). “Deadpool Killed Baby Hitler in a Deleted Scene”. 《벌처》. 2024년 4월 1일에 확인함.
- Fisher, Alyssa (2019년 1월 23일). “Ben Shapiro's Advertisers Pull Out Over 'Baby Hitler' Remarks”. 《더 포워드》. 2024년 4월 1일에 확인함.
- Ford, Matt (2015년 10월 24일). “The Ethics of Killing Baby Hitler”. 《디 애틀랜틱》. 2024년 4월 1일에 확인함.
- Hornshaw, Phil (2018년 8월 7일). “Does Deadpool Kill Baby Hitler in a 'Deadpool 2' Deleted Scene, or Not? Ask Cable”. 《TheWrap》. 2024년 4월 1일에 확인함.
- Jewell, Hannah (2018년 9월 25일). “John C. Reilly wouldn't kill baby Hitler”. 《워싱턴 포스트》. 2024년 4월 1일에 확인함.
- King, Shaun (2016년 10월 26일). “'Killing baby Hitler' debate raises questions about horrors in our own country”. 《데일리 뉴스 (뉴욕)》. 2024년 4월 1일에 확인함.
- Kantrowitz, Alex (2016년 3월 23일). “Microsoft's New AI-Powered Chatbot Mimics A 19-Year-Old American Girl”. 《버즈피드 뉴스》. 2024년 4월 1일에 확인함.
- Kaplan, Rebecca (2016년 2월 10일). “Vermin Supreme finishes fourth in N.H. Democratic primaries”. 《CBS》. 2024년 4월 1일에 확인함.
- Koberlein, Brian (2015년 10월 23일). “Why It's Impossible To Go Back In Time And Kill Baby Hitler”. 《포브스》. 2024년 4월 1일에 확인함.
- Matthews, Dylan (2019년 1월 18일). “The philosophical problem of killing baby Hitler, explained”. 《복스》. 2024년 4월 1일에 확인함.
- Miltimore, Jon (2022년 10월 31일). “Why the Ethics of 'Would You Kill Baby Hitler?' Are More Important Than You Probably Think”. 《Foundation for Economic Education》. 2024년 4월 1일에 확인함.
- Petri, Alexandra (2015년 10월 23일). “You should not kill Baby Hitler. Try this instead”. 《워싱턴 포스트》. 2024년 4월 1일에 확인함.
- Stemwedel, Janet D. (2015년 10월 24일). “Why It's Unethical To Go Back In Time And Kill Baby Hitler”. 《포브스》. 2024년 4월 1일에 확인함.
- Strauss, Matthew (2015년 10월 29일). “A Philosopher Weighs in on Whether or Not You Should Kill Baby Hitler”. 《인버스》. 2024년 4월 1일에 확인함.

## 추가 자료
- Andreoletti, Giacomo; Torrengo, Giuliano (2019). 《Time Travel and the Immutability of the Past within B-Theoretical Models》. 《필로소피아》 47. 1011–1021쪽. doi:10.1007/s11406-018-0028-0. hdl:2434/624937. ISSN 0048-3893.
- Andreoletti, Giacomo; Vervoort, Louis (2022). 《Superdeterminism: a reappraisal》 (PDF). 《Synthese》 200. doi:10.1007/s11229-022-03832-6. ISSN 0039-7857.
- Cohen, Tom (2016). 《Escape Velocity: Hyperpopulation, Species Splits, and the Counter-Malthusian Trap (after 'tipping points' Pass)》. 《Oxford Literary Review》 38. 127–148쪽. doi:10.3366/olr.2016.0183. ISSN 0305-1498.
- Dunkley, Andrew (2021). 《The Hitler Paradox》. Aus/Independent. ISBN 9780648322061. OCLC 1286370879.
- Lenman, James (2000). 《Consequentialism and Cluelessness》. 《Philosophy & Public Affairs》 29. 342–370쪽. doi:10.1111/j.1088-4963.2000.00342.x. JSTOR 2672830.
- Shullenberger, Geoff (2020). 《The New Net Delusion》. 《The New Atlantis》. 46–52쪽. JSTOR 26934425.
- Šiljak, Harun (2022). 〈The Codex of Bosnian SF〉.   Elzembely, Hosam A. Ibrahim; Aysha, Emad El-Din. 《Arab and Muslim Science Fiction: Critical Essays》. McFarland. 194–198쪽. ISBN 978-1-4766-8523-6.
- Yeargan, Alyse Nicole (2015). 《Little kings and baby Hitler》 (인문사회 석사). 캘리포니아 주립 대학교 프레즈노.